# Jessy Trémoulièreová
Jessy Marie Trémoulière (29. července 1992, Beaumont) je francouzská ragbistka hrající na pozici zadák a útoková spojka. V roce 2018 byla zvolena nejlepší ragbistkou světa. Toto ocenění dostala jako první Francouzka v historii. Byla vybrána v celosvětovém veřejném hlasování jako nejlepší hráčka desetiletí (2010–2019).
Za patnáctkovou francouzskou reprezentaci odehrála 78 zápasů a získala 256 bodů (2011–2023). Reprezentační kariéru ukončila proto, aby se mohla věnovat farmě Haute-Loire. V roce 2014 a 2018 se stala vítězkou Six Nations. Ve druhém případě si připsala nejvíce bodů (64) a společně s Angličankou Kildunneovou dokázala položit nejvíce pětek (5). Na mistrovství světa 2014 a 2021 (konané v roce 2022) získala bronzovou medaili. V letech 2015 až 2019 hrála za sedmičkovou reprezentaci. Zúčastnila se olympijského ragbyového turnaje v roce 2016.
Na klubové úrovni hraje za celek ASM Romagnat (2010–2017 a 2019–?). V sezoně 2020/21 vyhrála se svým současný týmem francouzskou ligu. Ve finále vyhrály 13:8 a Trémoulièreová nakopala 8 bodů. V letech 2017 až 2019 byla hráčkou Stade rennais rugby.